# Aranyospatak
Aranyospatak (szlovákul: Zlatník) község Szlovákiában, az Eperjesi kerület Varannói járásában.

## Fekvése
Varannótól 15 km-re északnyugatra, az Eperjes-Tokaji-hegység északkeleti részén fekszik.

## Története
1478-ban említi írásos dokumentum először. A 16. század második felében ruszinokkal telepítették be. Tapolymogyorós uradalmához tartozott, mely a nagy kiterjedésű csicsvai váruradalom része volt. Később a Nyáry, Drugeth, Nádasdy és Eszterházy családok birtokolták. A 18. században a Barkóczyak tulajdonában találjuk.
A 18. század végén Vályi András így ír róla: „ARANYOS PATAK. Középszerű magyar falu Zemplén Vármegyében, lakosai katolikusok, és reformátusok. Határja három nyomásbéli, de nem igen termékeny, és követses; szénája meglehetős, legelője elég, fája mind a’ kétféle, malma a’ szomszédságban, itatója jó, piatzozása Eperjesen, Varannón, harmadik Osztálybéli.”
Lakói közül sokan részt vettek az 1848-49-es magyar szabadságharcban.
Fényes Elek 1851-ben kiadott geográfiai szótárában így ír a faluról: „Patak (Aranyos), orosz falu, Zemplén vmegyében, Hanusfalva fil., 17 romai, 246 hold szántóföld. Hajdan bányákat mivelt, s 1325-ben augustin szerzetesek kolostora volt. F. u. gróf Barkóczy. Ut. p. Vecse.”
Borovszky Samu monográfiasorozatának Zemplén vármegyét tárgyaló része szerint: „Aranyospatak, Sáros vármegye határán fekszik. Összesen 15 házból áll, melyekben 79 lakosa él, kik nagyobb részben gör.-kath. vallásúak. Régi község, mely nevét arany-fövenyt hordó patakjától és hajdani aranyércz-bányáitól nyerte. 1325-ben az Ágoston-rendű szerzeteseknek klastromjuk volt itt. Később Csicsva várának tartozéka lett, de a XVI. század végén és a XVII. század elején Révay László is birtokosául van említve. A XVIII. században a Barkóczyak lettek az urai és most is gróf Hadik-Barkóczy Endrének van itt nagyobb birtoka. A községben nincs templom. Utolsó postája Sókút, távírója és vasúti állomása pedig Varannó.”
1920 előtt Zemplén vármegye Varannói járásához tartozott.

## Népessége
| Év:            | 1994. | 2004.    | 2014.   | 2024.    |
| -------------- | ----- | -------- | ------- | -------- |
| Emberek száma: | 86    | 76       | 79      | 70       |
| Eltérés:       |       | -11,62 % | +3,94 % | -11,39 % |

| Év:            | 2023. | 2024.   |
| -------------- | ----- | ------- |
| Emberek száma: | 72    | 70      |
| Eltérés:       |       | -2,77 % |

1910-ben 75, túlnyomórészt szlovák lakosa volt.
2001-ben 78 szlovák lakosa volt.
2011-ben 74 lakosából 71 szlovák.